# Santa Maria della Sapienza (Nápoly)
A Santa Maria della Sapienza egy nápolyi templom. A 16. században épült reneszánsz stílusban, azonban a 17. század során teljesen átépítették barokk stílusban. A templomhoz tartozó kolostor a 19. században elbontották, helyet csinálva az épülő Egyetemi Klinikák számára. Homlokzatát Cosimo Fanzago építette. A templomban őrzött műalkotások sokasága miatt egyike Nápoly leggazdagabb templomainak.